# Антуан Бюнуа
Антуан Бюнуа́ (фр. Busnois, Busnoys; бл. 1430 — 6 листопада 1492, Брюгге) — французький композитор. Після смерті Ґійома Дюфаї був найзначнішим представником бургундської (першої нідерландської) школи.

## Біографічні відомості
Народився, імовірно, в невеликому селі Бюн (Busnes) на півночі Франції. Про ранні роки (в тому числі, про початкову музичну освіту) Бюнуа історичних свідоцтв не збереглося. У 1461 році згадується як капелан кафедрального собору в Турі і призвідник побиття тамтешнього священика. За цю бійку Бюнуа був відлучений від церкви, але пізніше був прощений папою римським. У 1465 році згадується у зв'язку з абатством св. Мартина Турського (також в Турі, не збереглося), де в той же час працював скарбником Йоганнес Окегем. У 1465—1966 капельмейстер церкви св. Іларія Піктавійського в Пуатьє. З 1467 року півчий при дворі Карла Сміливого, 1470 року  член придворної капели герцога. У 1467 році написав мотет «In hydraulis», де віддав хвали Окегему, але також не забув і себе.
Імовірно супроводжував відчайдушного герцога у всіх його битвах, крім трагічної останньої. Після смерті Карла Сміливого (у 1477) до 1483 року продовжував служити при дворі Максиміліана I (зятя Карла). Про пізні роки Бюнуа нічого невідомо. Останній історичний документ, датований листопадом 1492 року, згадує його як недавно покійного капельмейстера кафедрального собору в Брюгге.

## Творчість
Бюнуа є автором трьох чотириголосних мес, у тому числі на популярний французький шансон «L'homme armé» (пізніше на цю музику було створено близько 40 мес), мотетів, багатоголосих обробок гімнів, антифонів і співів пропріо, багатоголосих пісень переважно французькою мовою (рондо, балад, віреле), в тому числі «Fortuna desperata». Авторство ряду творів Бюнуа заперечується. Мотет «Плач на смерть Дюфаї» (1474), а також деякі інші твори Бюнуа втрачені.
Стилістично музика Бюнуа ближче Окегему (з яким, скоріш за все, він був знайомий), ніж Дюфаї. У Бюнуа майже немає слідів фобурдона, культивується милозвучність, широко використовуються обидва тризвуки (хоча в ультимах головних каденцій як і раніше переважає спвзвуччя квінтоктави), в тому числі паралельні, проте експерименти в «прикордонних» областях гармонії (наприклад, в хроматиці) для нього не характерні. Бюнуа — майстерний поліфоніст, він постійно і дуже винахідливо (в тому числі, з використанням синкоп та інших прийомів ритмічної гри) використовує імітацію, в багатоголосих піснях нерідкі канони в унісон. При цьому поліфонічна техніка ніколи не перевантажує багатоголосої фактуру, яка залишається прозорою і добре прослуховується.